# 預り (相撲)
相撲用語としての預り（あずかり）は、引き分けの一種。

## 解説
文字通り、勝負結果を行司もしくは審判委員が「預かり置く」ことで、物言いのついたきわどい相撲などで、あえて勝敗を決めない場合などに適用された。日本相撲協会発行の星取表には大正までは「△」の記号で記載されたが、戦後痛み分けが「△」の記号で記載されるようになったため近年作成される星取表にはカタカナで「ア」と表記されることもある。ひとつには、江戸時代の幕内力士は多くが有力大名のお抱えであり、その面子を傷つけないための配慮措置でもあった。記録上は引き分けとしながらも、実際の取組で優勢であった側に、番付編成面で優遇を与える「陰星」（完全に1勝扱いにする場合を「丸星」、0.5勝扱いのときは「半星」と呼んだ）もあった。特に丸星の場合、星取表の右上の、勝ち数を表記するところに「●」を加えた場合もある。
大正頃まで、大部屋同士の意地の張り合いや、大坂相撲と東京相撲との対抗心から来るいざこざも多く、これらをなだめる方便としても預り制度は存続した。また、東西制の導入で優勝争いが勝ち星の合計で争われるようになると、自分の側に優位になるようにと控え力士が物言いをつけるケースも多くなり、その対処としての「預り」も増えた。
昭和の東西合併に伴う規則改正で大正末期に取り直しの制度が設けられたことにより、『勝負預り』は制度としては廃止されたが、昭和以後2度だけ預りが記録されている。
- 1941年5月場所4日目　八方山対鯱ノ里
- 1951年9月場所12日目　東富士対吉葉山

祭りでの素人相撲大会などでは、決勝戦や結びの一番は、どちらが勝っても必ず「預り」でしめる慣例になっているものも多い。神事としての相撲に豊作凶作を占う意味もあるため、幸不幸が地域内で偏らないようにするためである。